# Маріца Коррея
Маріца Коррея (англ. Maritza Correia, 23 грудня 1981) — американська плавчиня.
Призерка Олімпійських Ігор 2004 року.
Чемпіонка світу з водних видів спорту 2003 року, призерка 2001 року.
Призерка Чемпіонату світу з плавання на короткій воді 2006 року.
Переможниця Панамериканських ігор 2007 року.
Переможниця літньої Універсіади 2005 року.